# Libor Barta
Libor Barta (* 30. července 1967) je bývalý český hokejový brankář. Většinu kariéry strávil v Pardubicích. Mezi jeho další působiště patří Brno, Beroun, Plzeň, Karlovy Vary, Bratislava (Slovensko), HC Sršni Kutná Hora a HC Chrudim. Kariéru ukončil v listopadu 2009. Od prosince 2009 chytal v krajském přeboru Král. kraje Dvoru Králové, kam ho přivedl Ladislav Lubina.

## Hráčská kariéra
- 1985-86 TJ Tesla Pardubice
- 1986-87 VTJ Litoměřice (2. liga)
- 1987-88 VTJ Litoměřice (2. liga)
- 1988-89 TJ Tesla Pardubice
- 1989-90 TJ Tesla Pardubice
- 1990-91 HC Pardubice
- 1991-92 HC Pardubice
- 1992-93 HC Stadion Hradec Králové
- 1993-94 HC Stadion Hradec Králové
- 1994-95 HC Pardubice, HC Kometa Brno/ Královopolská (1. liga)
- 1995-96 HC Kometa BVV Brno
- 1996-97 HC IPB Pojišťovna Pardubice
- 1997-98 HC IPB Pojišťovna Pardubice
- 1998-99 HC IPB Pojišťovna Pardubice
- 1999-00 HC IPB Pojišťovna Pardubice
- 2000-01 HC IPB Pojišťovna Pardubice, HC Berounští medvědi (1. liga)
- 2001-02 HC Keramika Plzeň
- 2002-03 HC Keramika Plzeň
- 2003-04 HC Energie Karlovy Vary
- 2004-05 HC Slovan Bratislava (SVK)
- 2005-06 HC Slovan Bratislava (SVK)
- 2006-07 HC Chrudim (2. liga)
- 2007-08 HC Kutná Hora (2. liga)
- 2008-09 HC Chrudim (1. liga), HC BAL Dvůr Králové (přebor Královéhradeckého kraje)